# Fuga in Egitto (Elsheimer)
La fuga in Egitto è un dipinto di Adam Elsheimer. L'opera, considerata una delle più rappresentative del pittore, fu composta nel 1609 ed è conservata all'Alte Pinakothek di Monaco.

## Descrizione
Nel dipinto sono evidenti le innovative aperture al paesaggio e le possibilità esplorative dei contenuti nell'arte sacra. Qui le fonti luminose giocano fortemente sulla suggestività attirando l'attenzione dell'osservatore verso il contrasto ottenuto sullo sfondo tenebroso e riescono a suscitare il senso di inquietudine e di paura della Sacra Famiglia, che fugge in Egitto per sottrarsi all'ira di Erode il Grande secondo quanto narrato dalla Scrittura. Contemporaneamente, l'opera esprime una pacata sicurezza e tranquillità attraverso le stelle, la Luna e l'atmosfera di penombra. A sinistra la luce di un falò esalta una scena rurale tra la tetra vegetazione, da dove s'innalza una colonna di faville fin sopra le chiome degli alberi soprastanti; al centro, una fiaccola sorretta da Giuseppe illumina tenuemente l'asinello e Maria con in braccio Gesù, al quale il padre putativo rivolge un gesto affettuoso; a destra, la Luna piena, facendo capolino tra le nuvole, si specchia nel lago e rischiara il cielo circostante.

## Le implicazioni astronomiche
Nonostante l'elevata luminosità della Luna piena, l'artista ha riprodotto anche molte stelle per cui si riconosce persino la Via Lattea. Questo particolare lascia molto perplessi perché la Via Lattea non si può osservare in notti di plenilunio e addirittura con un cielo velato dalle nuvole. Se si fa attenzione si notano alcune stelle dipinte addirittura sopra le nuvole. Analizzando poi le costellazioni rappresentate non si trovano riscontri plausibili: se si escludono l'Orsa Minore o l'ammasso delle Pleiadi, la costellazione in alto a destra potrebbe suggerire l'Orsa Maggiore seppur rappresentata troppo piccola rispetto al diametro della Luna. 
Le due stelle finali del quadrilatero danno la direzione del nord e ciò fa dedurre che ci si trovi nell'emisfero boreale, tra 30 e 50 gradi di latitudine circa. Questo è convincente perché a meno che Elsheimer fosse stato in Egitto, le costellazioni che può aver visto e dipinto sono solo quelle visibili dall'Europa. Ovviamente, in queste ipotesi, anche la posizione della Luna sarebbe impossibile perché bassissima sull'orizzonte nord e sarebbe altresì sbagliata la posizione della Via Lattea perché quella vera si troverebbe a passare sopra l'Orsa, verso Cassiopea. 
Probabilmente si tratta di una rappresentazione di fantasia in cui l'artista potrebbe aver deciso di inserire le stelle in un secondo tempo, senza troppa correlazione con la realtà. 
Tuttavia in un articolo del "Suddeutsche Zeitung Magazin" si sostiene che la rappresentazione del cielo sia esattamente quella visibile a Roma il 16 giugno 1609 e che l'autore abbia fatto uso di un telescopio. Tuttavia, una ricostruzione a computer di questo cielo ritenuto una fedele rappresentazione del vero cielo del 16 giugno, o del 21 marzo, o del 19 aprile 1609, ha stabilito che in realtà non si tratta di una copia "dal vero" e non si tratta di una notte precisa.

## Le incoerenze figurative come significati profondi
Dal punto di vista figurativo l'opera rivela diverse incoerenze, che però vengono colmate attraverso un'analisi dei significati del dipinto ad un livello più profondo e astratto: ciò che Thurlemann chiama "analisi della topologia planare".
Le incoerenze figurative più evidenti sono:
- la poco realistica posizione e proporzione degli astri raffigurati;
- la presenza delle nuvole intorno alla Luna, che in una situazione "dal vero" renderebbe invisibile larga parte del cielo;
- il riflesso della Luna nell'acqua, che risulta non perfettamente allineato con la Luna.[1]

Al di sopra della Sacra Famiglia, che si trova al centro della scena, si dispiega un cielo densamente costellato di astri che si mostra anche dove la vegetazione è molto fitta: un cielo che fa da guida e fornisce la direzione da Betlemme (zona del pericolo) verso l'Egitto (zona della salvezza). Si tratta anche di un cielo che sembra andare contro le leggi meteorologiche per favorire la fuga, in quanto la presenza delle nuvole non potrebbe consentire una tale visibilità e luminosità. 
Il riflesso non allineato con la Luna suggerisce invece che la Luna è una fonte luminosa autonoma, che non si trova condizionata dalle peculiarità terrene, e può essere intesa come una metafora di un mondo altro, un aldilà che è il fine ultimo della vita di Cristo: se infatti si osserva il fuoco situato a sinistra, si nota che esso produce faville che si confondono con le stelle, le quali poi conducono ad una scia luminosa (la Via Lattea) che si conclude nell'unico albero rinsecchito di tutto il dipinto: evidente simbolo di morte. 
Ecco dunque spiegato il motivo dell'incoerenza figurativa del cielo, che nel dipinto ha il ruolo di un vero e proprio protagonista.